# Presqu'île Jeanne d'Arc
La presqu'île Jeanne d'Arc est une péninsule du sud-est de la Grande Terre, l'île principale de l'archipel indo-océanique des Kerguelen, dans les Terres australes et antarctiques françaises. 

## Géographie

### Toponymie

Le cap des Aiguilles, au pied du Mont Tizard, sur la côte sud de la presqu'île Jeanne d'Arc.

En 1922, Raymond Rallier du Baty dénomme la presqu'île Joffre, en hommage à ce maréchal. Mais en 1937, le Service hydrographique de la Marine décide de faire concorder le toponyme avec celui de la station de Port-Jeanne-d'Arc. Les presqu'îles Joffre et Jeanne d'Arc échangent alors leurs noms.

### Topographie
La presqu'île Jeanne d'Arc s'étend dans sa plus grande longueur sur environ 37,5 km depuis la baie des Swains au nord-ouest jusqu'à la baie de l'À-Pic à l'est. Sa plus grande largeur atteint 17 km. Elle couvre environ 370 km2 (soit à peu près la même étendue que Mayotte). 
Deux étroites bandes de terre la relient au reste de la Grande Terre :
- le halage des Swains, au nord-ouest entre la baie des Swains et la passe de Buenos Aires, qui fait accéder au Plateau central,
- le halage des Naufragés, au nord-est entre le bras Bolinders et la baie Greenland, par lequel se rattache la presqu'île Ronarc'h.

Le plus haut sommet, le mont Tizard, culmine à 844 m.

### Géologie
L'ensemble formé par les presqu'îles Jeanne d'Arc et Ronarc'h constitue une province géologique autonome qui se distingue du reste de l'archipel des Kerguelen par une orientation différente, vers le nord et le nord-est, du pendage des basaltes. La principale série basaltique, dite inférieure, moyennement alcaline, âgée de 20 à 21 millions d'années, couvre 95 % de la péninsule. Elle est surmontée, au nord du mont Berlioz et  autour du mont Tizard, des lambeaux d'une série basaltique, dite supérieure, très alcaline, âgée de 6 à 10 millions d'années. Entre les deux séries, s'intercale un niveau à conglomérats avec des bancs à lignite et un niveau  marin à débris coquilliers. Ces formations détritiques affleurent notamment près de Port-Jeanne-d'Arc. Ici et là, on trouve des laves différenciées (des trachytes anciens et des phonolites plus récentes) et des intrusions plutoniques.

## Installations humaines
Sur la côte nord-ouest de la péninsule se trouvent les vestiges de Port-Jeanne-d'Arc, la seule station baleinière qui ait jamais existé sur le territoire français. Plusieurs bâtiments ont été restaurés à titre de témoins historiques.
L'Institut polaire français dispose au canyon des Sourcils noirs d'un chalet qui sert de refuge et de station scientifique. Il est principalement utilisé par les ornithologues pour le suivi et l'étude des populations d'oiseaux nicheurs du secteur.

## Flore et faune
Les falaises de la côte sud sont classées en Zone importante pour la conservation des oiseaux (zone TF011). L'aire couvre environ 12 000 ha. 
La pointe est de la presqu'île accueille notamment la deuxième plus importante colonie connue d'albatros à sourcils noirs de l'archipel (après celle de l'île de Croÿ) avec plus de 1 100 couples reproducteurs.